# Ley del ciclo social
La ley del ciclo social, también conocida como teoría del ciclo social, es una teoría de la motivación histórica humana basada en "las antiguas ideas espirituales de los Vedas". La teoría fue propuesta por el filósofo y líder espiritual indio Prabhat Ranjan Sarkar en la década de 1950 y ampliada por Ravi Batra desde la década de 1970, Johan Galtung y Sohail Inayatullah desde los años 90 y otros.

## Sociedad humana
La teoría apareció por primera vez en el libro de Sarkar Human Society, Vol. 2 a finales de la década de 1950 y desde entonces se ha reproducido y ampliado en muchos libros. La teoría probablemente ha recibido la publicación más amplia de Occidente en los muchos libros de Ravi Batra, discípulo de Sarkar, en particular The Downfall of Capitalism and Communism, a New Study of History, The Great Depression of 1990 y The New Golden Age: The Coming Revolution against Political Corruption and Economic Chaos. Johan Galtung y Sohail Inayatullah también han escrito sobre la teoría del ciclo social de Sarkar en el libro Macrohistory and Macrohistorians. La teoría se debe a la obra de Sri Aurobindo, El Ciclo Humano, publicada en 1949 pero escrita originalmente en 1916-1918 bajo el título La Psicología del Desarrollo Social.

## Cuatro tipos de personas
La ley del ciclo social es una teoría de Varna, surgida del episteme indio (Inayatullah, 2002). Esta ley establece que aunque las personas en cualquier sociedad son todas relativamente similares, generalmente tienen los mismos objetivos, deseos y ambiciones, pero difieren en la forma en que van logrando sus metas. Los métodos específicos de un individuo para alcanzar el éxito dependen de su constitución física y psicológica. Esencialmente, hay cuatro tipos diferentes de personas psicológicas, guerreros, intelectuales, adeptos y trabajadores, que encuentran satisfacción básica de cuatro maneras diferentes.

### Guerreros
Los guerreros, o Kshatriya en Sánscrito, tienen cuerpos fuertes, vigorosa energía física y un agudo intelecto. Los guerreros tienden a desarrollar las habilidades que aprovechan sus inherentes dones de resistencia, coraje y vigor. Su mentalidad es una que no se opone a tomar riesgos físicos. Ejemplos de personas en nuestra sociedad con mentalidad guerrera incluyen policías, bomberos, soldados, atletas profesionales, carpinteros y comerciantes. Todos ellos alcanzan el éxito a través de sus habilidades físicas y una profunda comprensión de su profesión.

### Intelectuales
Los intelectuales, o Vipra, tienen un intelecto más desarrollado que los guerreros, pero generalmente carecen de la fuerza y el vigor físico. Los intelectuales son más felices cuando intentan alcanzar el éxito desarrollando y expresando sus habilidades y talentos intelectuales. Maestros, escritores, profesores, científicos, artistas, músicos, filósofos, médicos y abogados, y sobre todo sacerdotes, son profesiones que los intelectuales tienden a perseguir.

### Compradores
Los compradores, o Vaishya, tienen una predilección por la adquisición de dinero. Si se puede hacer dinero, los compradores encontrarán la forma de hacerlo. No son considerados tan brillantes como los intelectuales, ni tan fuertes como los guerreros, pero son entusiastas a la hora de hacer y acumular dinero y posesiones materiales. Tales personas son los comerciantes, empresarios, gerentes, empresarios, banqueros, corredores y terratenientes en nuestra sociedad.

### Trabajadores
Los trabajadores, o Shudra, son totalmente diferentes de los tres primeros grupos. Los trabajadores carecen de la energía y el vigor de los guerreros, el agudo intelecto de los intelectuales, o la ambición y el impulso de los acumuladores. A pesar de que su contribución a la sociedad es profunda -de hecho, la sociedad no podría funcionar sin ellos- los otros grupos generalmente miran hacia abajo y tienden a explotarlos. Los trabajadores son los agricultores, sirvientes, empleados, cocineros de poca categoría, camareros, conserjes, porteros, taxistas, recolectores de basura, camioneros, vigilantes nocturnos y obreros de fábricas que mantienen a la sociedad funcionando sin contratiempos trabajando diligentemente y sin quejas.

## Épocas de clases sociales

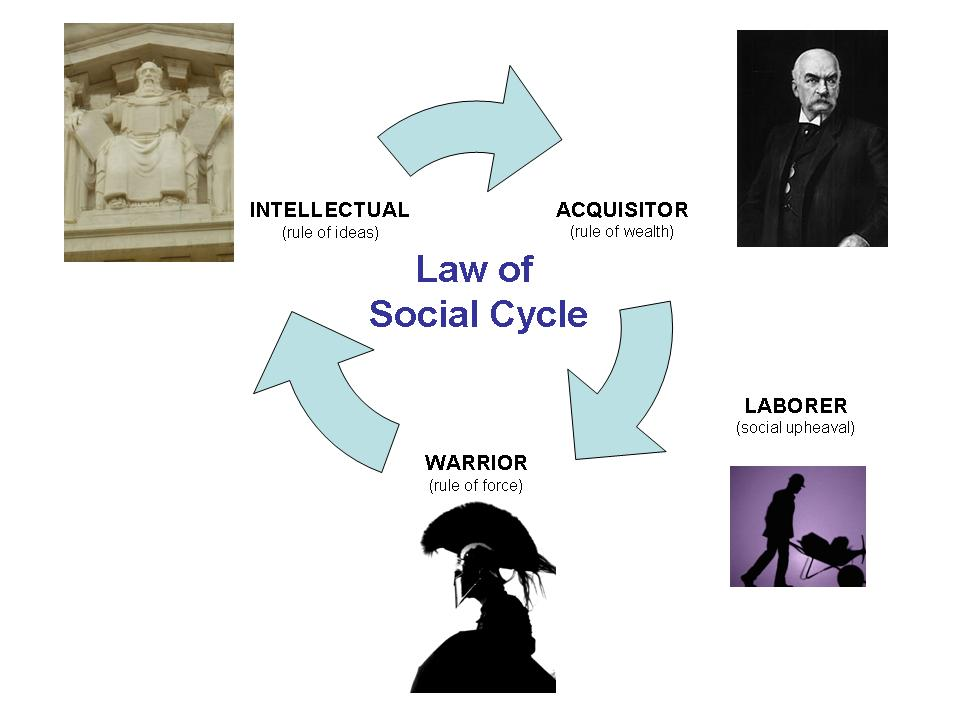
Representación esquemática de P. R. Ley del Ciclo Social de Sarkar

Grupos de cada tipo de personas conforman las clases sociales de la sociedad. Sarkar simplifica la sociedad en cuatro clases, divididas por rasgos inherentes:
- Los guerreros defienden la nación y mantienen la paz;
- Los intelectuales desarrollan nuestras ideas sobre el mundo, en forma de religión, arte, derecho y nuevas invenciones;
- Los compradores manejan los aspectos prácticos de la vida, incluyendo granjas, fábricas, instituciones financieras y tiendas;
- Los trabajadores hacen el trabajo rutinario, las mesas de espera, la recolección de basura y otros trabajos de baja tecnología y poca habilidad.

## Desarrollo social moderno
Según Batra (1978), Occidente se encuentra actualmente en la era del capitalismo. Esta época sucedió a la "era de los intelectuales", que dio origen a la Ilustración y al sistema parlamentario británico. Antes de eso, Occidente atravesó la "era de los guerreros" y la era del descubrimiento. Antes de eso reinaba el feudalismo, una "edad más temprana" de los "adeptos". Había sustituido a la "era de los intelectuales", con restricciones al pensamiento religioso, y había dado origen también al Renacimiento. Antes de eso, Roma gobernaba Occidente bajo la égida de guerreros.

## Explotación y desagregación
Para Sarkar, cada edad seguiría su curso, con la motivación social yendo demasiado lejos, causando mucho dolor a la mayoría de la gente (Sarkar, 1967). La situación podría seguir sin control durante mucho tiempo, antes de que las cosas se pusieran tan mal que se produjera una revolución espontánea y el derrocamiento del sistema. De hecho, como esta era la razón del cambio social, estaba claro que ninguna clase de personas podía seguir dominando indefinidamente. El poder social estaba destinado a pasar de una clase a otra en el orden prescrito, o ciclo. La "era de los guerreros", que trae un orden estricto a la sociedad y un retorno a los valores fundamentales, conduce esencialmente a una excesiva concentración en el dominio del hombre fuerte y la guerra. Le sigue una "era de los intelectuales", que traen un sentido de liberación en la esfera mental, pero pronto reemplazan esa libertad por el yugo de ideas más nuevas. Con el paso del tiempo, esta era se funde en una "era de los adquirentes", que trae progreso en el ámbito material, pero pronto se sustituye por una mayor explotación física y mental. Las Guerras de los Serviles significaron la perdición de la República Romana. Según esta teoría, el conflicto laboral podría ser la ruina del capitalismo. Y así el ciclo se mueve en su vuelta sin fin, hasta que la civilización deja de existir o es asumida por una civilización superior o más poderosa.

## Prevenir la miseria de la explotación
La visión esencial de Sarkar sobre las implicaciones de cada época era desarrollar una forma de evitar la dinámica de la explotación, cuando la motivación social de una clase no es controlada y llega demasiado lejos (Sarkar, 1967). En tales casos, corresponde a los moralistas acelerar el movimiento hacia la próxima edad para acortar la fase de explotación de cada época.

## Progreso social
En la visión de Sarkar, el progreso social se establece sobre la base de una nueva visión del progreso humano. La teoría de Sarkar se centra en cuatro edades básicas de guerreros, intelectuales y adquirentes, así como en una breve edad de trabajadores. Durante tales edades la humanidad se ha enfrentado a una lucha eterna con cada época deteriorándose en una fase de explotación dañina. Sarkar diseña una estrategia de salida de tal desarrollo, basada en el papel de los moralistas ilustrados, los Sadvipras. Es su papel, basado en sus virtudes e ideas sobre lo divino, aplicar energía y acelerar el progreso social cuando el proceso evolutivo se encuentra atrapado en una estasis en la que la clase dominante ha abandonado sus virtudes originales y a través de un intenso enfoque en su agenda social inflige miseria a los otros sectores de la sociedad.

## Armonía y cooperación
Para ello, Sarkar entrenó monjas y monjes de su movimiento socio-espiritual Ananda Marga y desarrolló la Teoría Socioeconómica de Utilización Progresiva (PROUT).